# Antisionismus

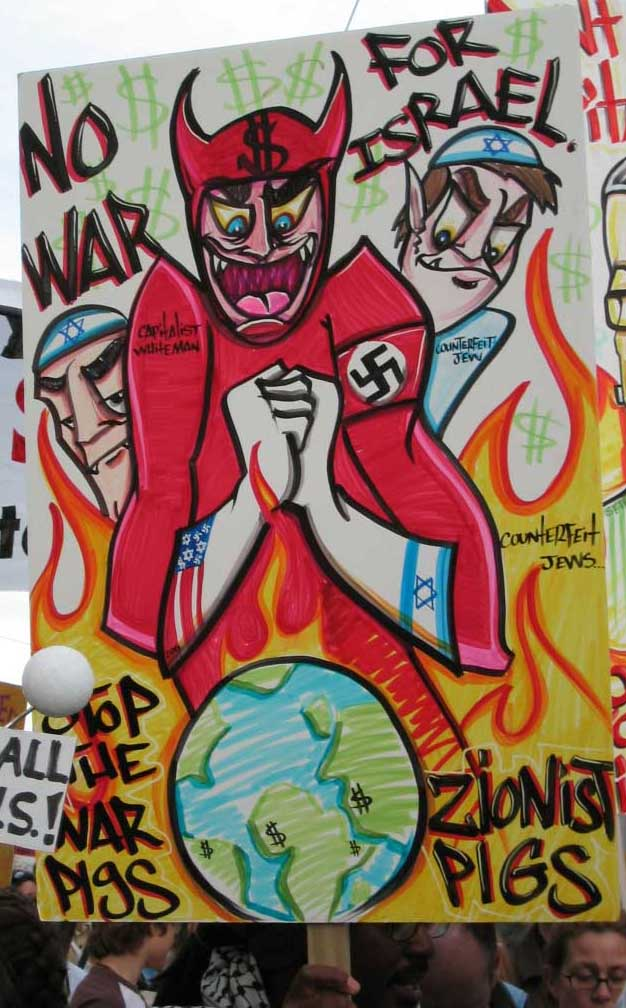
Plakát z demonstrace v San Franciscu z roku 2003 s antisionistickými slogany: Za stylizovaným ďáblem, který nese symboly amerického dolaru, vlajky USA, Izraele a nacistického Německa, a je označen jako „kapitalistický běloch“, se objevují dvě karikatury židů s jarmulkami na hlavách, izraelskými vlajkami, pejzy a nápisem „counterfeit jew“, tj. „falešný žid“, narážející na především mezi neonacisty populární teorii o nesemitském původu dnešních Izraelců. Vpravo dole je pak nápis „sionistická prasata“.

Antisionismus je termín, který je používán pro označení různých náboženských a politických názorů. Tyto názory mají společnou opozici vůči sionismu, avšak jejich motivace a používané prostředky vyjádření jsou natolik rozdílné, že není možné označit antisionismus za jednolitý fenomén.
Některé z forem antisionismu jsou často označovány za formy antisemitismu, někdy je antisionismus obecně označován jako forma tzv. „nového antisemitismu“. O zařazení antisionismu mezi antisemitské směry se nadále vedou diskuse.

## Definice
Pokud je sionismus definován jako „Židovské národní hnutí, které mělo za cíl vytvoření a podporu židovského státu v Palestině, starověké vlasti Židů“, případně jako „hnutí podporující rozvoj a obranu Státu Izrael a podporovat židovské přistěhovalectví do Izraele“, pak je antisionismus v jeho nejzákladnější podobě možné obecně definovat jako odpor vůči těmto cílům. Podle Alvina Rosenfelda se stal antisionismus od roku 1948 prostředkem pro zastánce zničení Izraele.
Brian Klug se naopak domnívá, že vznikem Izraele přestalo být předmětem diskuse zda má stát Izrael vzniknout a existovat, ale otázkou zůstává jakým způsobem má existovat. Na základě toho je pak podle něj antisionismus legitimním prostředkem odporu vůči izraelské okupaci území obsazených během Šestidenní války a nikoli antisemitismem.

## Různé směry antisionismu
Opozice vůči sionismu existovala od vzniku samotného hnutí v 19. století. Ačkoli se jednalo zpočátku o opozici náboženskou vycházející především z židovství, rozšířila se, hlavně po vzniku Izraele, v muslimském světě jako projev muslimsko-arabského odporu vůči myšlence židovského státu a později vůči Izraeli, a celosvětově také mezi krajně levicová (např. komunismus) i pravicová[zdroj?] (neonacismus) hnutí a ideologie.

### Židovský antisionismus

#### Náboženský židovský antisionismus

##### Opozice vůči sionismu mezi ortodoxními židy

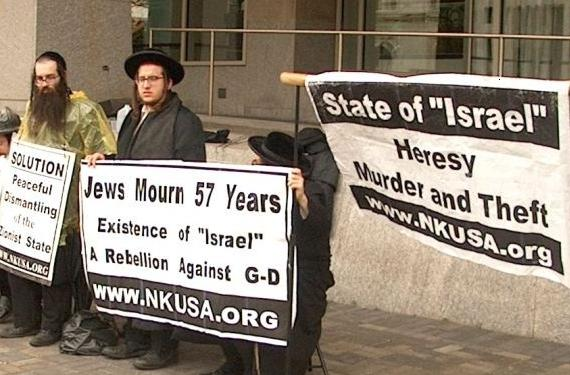
Příznivci hnutí Neturej Karta

Ačkoli je touha po znovuvybudování Jeruzaléma a návratu Židů do Země izraelské zakotvena od starověku v židovských náboženských textech a modlitbách, je toto obnovení židovské nábožensko-národní suverenity spojováno zároveň s nastolením mesiášského věku. Snaha vybudovat židovský stát bez příchodu Mesiáše a na světských základech, jak ji definoval sionismus, byla tudíž především mezi ultraortodoxními a ortodoxními židovskými skupinami považována za herezi a jako taková odmítána.
Mezi hlavní argumenty patří učení z Talmudu, podle kterého je židům zapovězeno vracet se do Země „jako zeď“, tedy hromadně.
Hlavními oponenty sionismu mezi ultraortodoxními židy jsou především příslušníci chasidské dynastie Satmar, jejíž někdejší duchovní vůdce Joel Teitelbaum je autorem spisu Va-jo’el Moše, věnovaném přímo otázce vztahu k sionismu. Dále je to zastřešující organizace ultraortodoxních židovských antisionistických organizací ha-Eda ha-charedit, sídlící v Jeruzalémě a některé menší chasidské dynastie (Dušinsky aj.).
Nejradikálnější židovskou antisionistickou skupinou je Neturej Karta, odštěpenecká skupina z hnutí Agudat Jisra'el, čítající několik tisíc členů. Její členové pořádají pravidelně demonstrace za zrušení Izraele a požadují vznik palestinského arabského státu na území Izraele i palestinské samosprávy, kde by židé žili jako náboženská menšina.
Většina ortodoxních sdružení, stran a organizací, které před rokem 1948 vystupovaly radikálně proti myšlence zřízení státu Izrael, své postoje posléze přehodnotily a ačkoli otevřeně nedeklarují Izraeli podporu, berou jeho existenci jako fakt (např. Bobover, která se považuje za spíše nesionistickou než antisionistickou, Belz, Gur aj.), případně se podílí na politice Izraele (Agudat Jisra'el a Degel ha-Tora tvořící dnešní stranu Sjednocený judaismus Tóry) nebo se politiku některých stran snaží ovlivňovat (Chabad).
Sefardští charedim naopak vždy vystupovali jednoznačně prosionisticky a strana Šas je jednou z hlavních platforem náboženského sionismu v Izraeli.

##### Opozice vůči sionismu mezi reformními židy
Reformní judaismus odmítl řadu tradičních náboženských postojů včetně požadavku na „návrat na Sion“. V Pittsburské deklaraci z roku 1885 odmítli američtí reformní židé ideu židovského národního hnutí: „Nepovažujeme se již více za národ, ale za náboženskou komunitu.“ V roce 1869 Philadelphská deklarace ještě více zdůraznila odmítnutí národního pojetí judaismu v reformním hnutí a jeho soustředění se na Palestinu. Podobné tendence se objevovaly i mezi židovskými reformními komunitami v Evropě (např. Frankfurt nad Mohanem 1845).
Z Pittsburské deklarace vycházel i Americký výbor pro judaismus (American Council for Judaism), založený v roce 1942 skupinou reformních rabínů, kde se kromě nábožensky založených židů angažovali i sekulární židovští socialisté a intelektuálové (např. Erich Fromm, Hannah Arendtová). Výbor měl největší podporu ve 40. a 50. letech (více než 20 000 sympatizantů), po roce 1967 jeho popularita strmě klesala a dnes má cca 2 000 sympatizantů.
Změna v postoji vůči sionismu v reformní komunitě započala ve 30. letech kvůli vzrůstajícímu ohrožení evropských Židů, i kvůli úspěchům sionistického hnutí v mandátní Palestině. Konference v Columbusu v roce 1937 již vyjádřila podporu snahám o znovuosídlení Palestiny, stejně jako oživení hebrejštiny, která byla v reformních komunitách v 19. století téměř eliminována. Tento obrat byl symbolicky završen Novou pittsburskou deklarací v roce 1999, která deklarovala podporu státu Izrael a přistěhovalectví do Izraele.
Podpora sionismu ovšem není mezi nábožensky založenými židy univerzální. Je třeba poznamenat, že ne-sionisté (židé, kteří se nepovažují za sionisty) nejsou vždy nutně antisionisté (tj. proti sionismu). Obecně vzato má sionismus dnes podporu většiny židovských náboženských směrů. Konzervativní hnutí se na rozdíl od reformního nebo ortodoxního vždy jako celek profilovalo výrazně prosionisticky.

#### Sekulární židovský antisionismus
Před 2. světovou válkou považovala řada asimilovaných, sekulárních a liberálních židů sionismus za blouznivé a nerealistické hnutí. Přívrženci asimilace považovali sionismus za hnutí, které podkopávalo jejich snahy o asimilaci a integraci Židů do většinové společnosti.
V letech 1946–47 působila v Egyptě Židovská antisionistická liga (Ligue Juive contre le Sionisme "Egypte"; الرابطة الإسرائيلية لمكافحة الصهيونية; ar-Rábita al-isrá’ílíja li-mukáfahat as-sahjúnija), ovlivněná myšlenkami komunismu, v samotném Izraeli dnes působí několik židovských antisionistických politických stran, nacházejících se na krajní levici politického spektra (např. Chadaš, koncentrovaná kolem Komunistické strany Izraele). Mezi židovské představitele sekulárního antisionismu je někdy řazena uskupení jako J Street či Mír nyní, nebo jednotlivci: Noam Chomsky, Norman Finkelstein, Jisra’el Šachak (Shahak) nebo Alfred Lilienthal. Alvin H. Rosenfeld tvrdí, že židovští antisionisté pomáhají činit antisemitské postoje vůči židovskému státu (Izraeli) společensky přijatelnými, Werner Cohn poukazuje na kontakty některých židovských antisionistů s neonacisty a na využívání židovského původu autorů v antisemitské propagandě.

### Antisionismus mimo židovskou komunitu

#### Sekulární arabský antisionismus
V sekulárních arabských režimech byl sionismus a vznik státu Izrael často propojován s kolonialismem a odpor proti sionismu byl srovnáván s antikolonialistickým, antiimperialistickým a národně-osvobozeneckým hnutím. Nejvýraznějším představitele sekulárně orientovaného antisionismu byla v dobách existence Sjednocené arabské republiky strana Baas a dále její odnože na palestinských hnutích Arabská osvobozenecká fronta a Sa'ika. Mezi sekulárně založené arabské antisionistické organizace patří Lidová fronta pro osvobození Palestiny, Demokratická fronta pro osvobození Palestiny, a dále různé nevládní propalestinské organizace (al-Awda aj.).
Organizace pro osvobození Palestiny, založená v r. 1964, která původně požadovala zničení celého Izraele a ustanovení palestinského státu na území celého Izraele, se v roce 1993 zřekla tohoto cíle a oficiálně uznává právo Izraele na existenci.

#### Islámský antisionismus
Islám obecně odmítá stát Izrael jako anomálii a narušení „domu islámu“ (dár al-islám), území, které má být jednou provždy spravováno pouze muslimy. Antisionismus tohoto typu je rozšířený ve většině muslimských zemí a v některých (např. Írán) je součástí státní politiky (íránská vláda od islámské revoluce v r. 1979 referuje o státu Izrael jako o „sionistické entitě“).

#### Křesťanský antisionismus

##### Antisionismus v katolické církvi
Papežové Benedikt XV., Pius X. a Pius XII. byli otevřeně kritičtí vůči sionismu. Benedikt XV. sám prohlásil, že Židé nemají nárok na suverenitu nad svatou zemí. Odmítání nároků Židů na vládu v Izraeli bylo zdůrazňováno jak z důvodů náboženských, tak i proto, že levicový sionismus byl nahlížen některými představiteli katolické církve jako prodloužená ruka bolševismu. Vztahy mezi Vatikánem a Izraelem byly proto navázány až v r. 1993.

##### Opozice vůči křesťanskému sionismu
Latinský jeruzalémský patriarchát, Syrský ortodoxní jeruzalémský patriarchát, Jeruzalémská episkopání církev a Luteránská evangelická církev v Jordánsku a Svaté zemi vydaly prohlášení velmi kritické vůči křesťanskému sionismu, protože podle nich předkládá názor, že evangelium je totožné s imperialismem, kolonialismem a militarismem.
Příslušníci arabských křesťanských církví většinou chápali boj proti sionismu a Izraeli jako národní záležitost bez náboženských konotací (George Habáš, Edward Said). Antisionismus založený ryze na křesťanských základech se mezi arabskými křesťany v podstatě nevyskytuje, naopak arabští křesťané se sami stávají terčem útoků kvůli protizápadním a protiizraelským náladám ze strany muslimů.

#### Sovětský svaz a státy východního bloku
Sovětský svaz zaujímal vůči židům a sionismu od počátku ambivalentní postoj. Židé a řada židovských organizací (Bund) hrála roli ve svržení carské vlády, většina z židovských menševiků i bolševiků ale byla Stalinem posléze odstraněna. Zatímco široce rozšířený antisemitismus byl považován za buržoazní přežitek, sionismus byl v letech 1928–1934 postaven mimo zákon a sionistické organizace rozpuštěny. Ke konci 30. let 20. století se oficiální sovětský postoj k sionismu změnil, jednak z důvodu, že větší část sionistického hnutí byla tvořena socialisty a také proto, že docházelo ke konfliktům mezi sionistickým hnutím a Velkou Británií. Stalin proto podporoval plán OSN na rozdělení Palestiny v r. 1947 a SSSR patřil k prvním státům, které uznaly Izrael v roce 1948. ČSR na pokyn Moskvy pomáhala Izraeli dodávkami zbraní a zprostředkováním vojenského výcviku. Stalin pravděpodobně doufal, že se nově vzniklý Izrael stane komunistickým státem a satelitem SSSR na Blízkém východě.
Po vzniku Izraele a orientaci Izraele na západní Evropu (především Francii) byl někdejší vstřícný postoj SSSR a států sovětského bloku nahrazen silným antisemitismem, oficiálně označovaný jako antisionismus, který ovšem často čerpal z tradičního antisemitismu. V Sovětském svazu se odehrál proces s tzv. „židovskými lékaři“ obviněnými z chystané vraždy Stalina. Masovějším deportacím židů zabránila až Stalinova smrt. Jeden z nejlépe připravených procesů, které v sobě spojovaly novou platformu antisionismu s původním antisemitismem, se odehrál v ČSR proti tzv. „spikleneckému centru v čele s Rudolfem Slánským“.

##### Proces s Rudolfem Slánským
Rudolf Slánský a 13 dalších vysokých představitelů KSČ bylo shledáno vinnými z trestu vlastizrady a odsouzeno k trestu smrti nebo k doživotnímu vězení. Obžalovaní byli označováni jako „trockisté“, „titoisté“ a „sionisté“. Dále se v protokolech objevovaly narážky na jejich spojení s buržoazií a svobodnými zednáři. Přestože kategorie židovské národnosti v ČSR již během sčítání lidu v roce 1950 nebyla oficiálně zanesena a Slánský ani další z obžalovaných se k židovské tradici nehlásili, případně se podíleli na jejím potlačování, byl u jedenácti obžalovaných během procesu uváděn „židovský původ“. Prokuratura tvrdila, že komunistický režim nemá nic proti židům, pouze proti sionistům. V protokolech byla dále zmiňována „Ben Gurionova klika“, Izrael byl konstantně uváděn jako „tzv. stát Izrael“ a rovněž označován za „americký pašalík“. 
Sionismus byl od šedesátých let označován v zemích východního bloku (včetně ČSSR) jako židovské buržoazní, nacionalistické, šovinistické, rasistické a antikomunistické hnutí.

#### Ostatní země
Mezi odpůrce myšlenky na vytvoření židovského státu, zvláště pak násilnou cestou „pod stínem britských zbraní“, patřil před vyhlášením Izraele Mahátma Gándhí, který 20. 11. 1938 v reakci na nepokoje v Palestině prohlásil: „Mé sympatie jsou cele na straně Židů … Ale mé sympatie mě nečiní slepým vůči spravedlnosti. … Proč by [Židé] nemohli stejně jako ostatní národy na zemi učinit svým domovem tu zemi, kde se narodili a kde si vydělávají na živobytí? Palestina patří Arabům stejně jako Anglie patří Angličanům nebo Francie Francouzům. Gándhí se ve svých vyjádřeních k židovsko-arabskému konfliktu snažil aplikovat svou teorii nenásilí a vyzýval k míru mezi oběma stranami. V roce 1947 ve „Vzkazu Arabům“ prohlásil: „Židé jsou utlačovaný národ, hodný sympatií světa a Indie s nimi sympatizuje. Jsou energičtí, inteligentní a pokrokoví. Arabové jsou velkým národem s velkou historií a proto pokud poskytnou Židům útočiště bez toho, aby nějaký jiný národ musel dělat prostředníka, bude to v duchu jejich tradiční velkorysosti.“
Se vzrůstajícím počtem srážek mezi Haganou a britskými jednotkami ke konci britského mandátu se objevovaly antisionistické tendence i ve Velké Británii. Tyto projevy většinou utichly krátce po skončení účasti Velké Británie a vztahy mezi Izraelem a Velkou Británií byly normalizovány o několik let později.

## Antisionismus v OSN
10. listopadu 1975 byla Valným shromážděním OSN přijata rezoluce č. 3379 označující sionismus za formu rasismu. Pro přijetí rezoluce hlasovalo 72 států, proti 35, 32 se zdrželo. Rezoluce byla navržena 25 státy (s výjimkou Kuby, Afghánistánu a Dahomeje – dnešní Benin – se jednalo o státy arabské: Afghánistán, Alžírsko, Bahrajn, Kuba, Dahomej, Egypt, Guinea, Irák, Jordánsko, Kuvajt, Libanon, Libye, Mauritánie, Maroko, Jemen, Omán, Katar, Saúdská Arábie, Somálsko, Jižní Jemen, Súdán, Sýrie, Tunisko a SAE) a schválena za podpory dalších 45 států, včetně zemí východního bloku a satelitů SSSR.
Rezoluce č. 3379 byla zrušena 16. prosince 1991 rezolucí č. 46/86, přijatou 111 hlasy pro, 25 proti, 13 států se zdrželo a 17 delegací nebylo přítomných. Proti rezoluci hlasovalo 13 z 19 arabských zemí, šest se zdrželo. Z nemuslimských zemí hlasovaly proti rezoluci pouze Kuba, KLDR a Vietnam.

## Antisionismus a antisemitismus
V současnosti existuje rozpor mezi lidmi, kteří tvrdí, že antisionismus není formou antisemitismu, a jejich odpůrci, kteří označují antisionismus za novou formu antisemitismu. Častým průvodním jevem antisionismu je také přirovnávání sionistů k nacistům, označování sionismu za „rasistickou ideologii“ a stát Izrael za rasistický nebo aparteidní stát.
- Podle zastánců antisionismu se jedná o legitimní politický názor, vyjadřující odpor vůči určité politické ideologii (v daném případě sionismu) a tento názor nemůže být v demokratické společnosti kriminalizován. Přívrženci antisionismu rovněž argumentují tím, že antisionismus nemůže být považován za rasistický nebo antisemitský názor, neboť se netýká židů jako národa, rasy nebo náboženské komunity.

| „            | Je důležité objasnit, že tu nemluvím o všech Židech. Mluvím o židovských, sionistických extremistech. … Kritizovat židovské extremisty a sionistický stát Izrael není antisemitismus. Ve skutečnosti se k této věci vyjadřuje mnoho Židů daleko hlasitěji než já. Vezměme si například Gilada Atzmona, Israela Shamira a Dr. Normana Finkelsteina, nebo Noama Chomskyho. Skutečně věřím, že židovští extremisté představují stejnou hrozbu pro Nežidy i Židy | “ |
| — David Duke | |   |

- Podle odpůrců antisionismu je antisionismus pouze zástěrkou pro hlásání antisemitských předsudků, kdy je slovo „sionista“ nebo „sionistický“ používáno jako eufemismus pro „žid“ nebo „židovský“. Alvin Rosenfeld považuje antisionismus za společensky přijatelný antisemitismus.[1][28] Odpůrci antisionismu také argumentují, že antisionismus používá stejné metody k denunciaci Izraele, jako používali antisemité k denunciaci Židů. Mezi ty, kdo veřejně označili nebo označují antisionismus za formu antisemitismu, náleží např. bývalý švédský premiér Per Ahlmark. Antisionismus jako projev antisemitismu měl odsoudit i Martin L. King v soukromém rozhovoru slovy „Když lidé kritizují sionisty, myslí tím židy. To, co říkáte, je antisemitismus.“ [29].

### „Nový antisemitismus“
Jako tzv. nový antisemitismus jsou některými autory označovány projevy zaměřené proti Státu Izrael, které přesahují hranici legitimní kritiky politiky Státu Izrael. Novodobý fenomén tak souvisí s tradičním antisionismem. K rozlišení kritiky od nového antisemitismu lze použít tzv. 3D test: Tam, kde kritika vytváří dvojí standard, démonizuje Izrael či delegitimizuje právo Izraele na svou existenci, má jít o nový antisemitismus. Ten se prý projevuje současně ve stalinismu, islamismu a krajní pravici. Pojem přešel do užívání jako označení vlny antisemitismu narůstající zvlášť v západní Evropě po selhání dohody z Osla z roku 1993, která je částí Izraelsko - Palestinského mírového procesu, druhé intifádě v roce 2000, a teroristických útocích z 11. září 2001.